# Montpelier (Dakota del Nord)
Montpelier és una població dels Estats Units a l'estat de Dakota del Nord. Segons el cens del 2000 tenia 103 habitants.

## Demografia
Segons el cens del 2000, Montpelier tenia 103 habitants, 44 habitatges, i 31 famílies. La densitat de població era de 147,3 hab./km².
Dels 44 habitatges en un 29,5% hi vivien nens de menys de 18 anys, en un 54,5% hi vivien parelles casades, en un 13,6% dones solteres, i en un 29,5% no eren unitats familiars. En el 22,7% dels habitatges hi vivien persones soles el 9,1% de les quals corresponia a persones de 65 anys o més que vivien soles. El nombre mitjà de persones vivint en cada habitatge era de 2,34 i el nombre mitjà de persones que vivien en cada família era de 2,77.
Per edats la població es repartia de la següent manera: un 23,3% tenia menys de 18 anys, un 4,9% entre 18 i 24, un 28,2% entre 25 i 44, un 31,1% de 45 a 60 i un 12,6% 65 anys o més.
L'edat mediana era de 42 anys. Per cada 100 dones de 18 o més anys hi havia 107,9 homes.
La renda mediana per habitatge era de 26.250 $ i la renda mediana per família de 36.250 $. Els homes tenien una renda mediana de 22.083 $ mentre que les dones 20.500 $. La renda per capita de la població era de 15.619 $. Cap de les famílies i el 6% de la població estaven per davall del llindar de pobresa.

## Poblacions més properes
El següent diagrama mostra les poblacions més properes.